# Mebyon Kernow
Mebyon Kernow (korniska "Cornwalls söner") är ett politiskt parti som verkar för självstyre för Cornwall inom ett federalt Storbritannien.
Partiet bildades 1951. Det har aldrig fått någon representation i Storbritanniens parlament, men har några representanter på kommunal nivå i Cornwall.